# اونجنگسان
اونجنگسان (به لاتین: Unjangsan) یک کوه در کره جنوبی است که در Jeollabuk-do, South Korea واقع شده‌است. اونجنگسان ۱٬۱۲۶ متر بالاتر از سطح دریا واقع شده‌است.